# Стундите, Аушрине
Аушрине Стундите (лит. Aušrinė Stundytė, 1976, Вильнюс) — литовская певица (сопрано).

## Биография
Закончила Литовскую академию музыки и театра (1994—2000) и философский факультет Вильнюсского университета. С 2000 по стипендии DAAD училась у Хельги Форнер в Лейпцигской высшей школе музыки и театра. C 2003 выступала в ансамбле Кёльнской оперы, пела партию Недды в Паяцах, Мими в Богеме, Агаты в Вольном стрелке, Чио-Чио-Сан в Мадам Баттерфляй. В 2008 получила стипендию Общества Рихарда Вагнера (Кёльн). В 2014 исполнила партию Катерины в Леди Макбет Мценского уезда, поставленной в опере Антверпена. Живёт в Кёльне.
Журнал «Музыкальная жизнь» писал в 2016 году на исполнение Стундите партии Катерины в опере «Леди Макбет Мценского уезда»:
Эта певица и актриса настолько уникальна, что в наши дни её даже и не знаешь, с кем сравнить. Ну, разве возможно, чтобы в огромном оперном зале мы отчетливо ощущали, что происходит в тот или иной момент в душе героини, даже если сама она в это время молчит? В свое время Шаляпин в качестве теста предлагал молодому дирижёру (это был С. А. Самосуд) угадать тот момент, когда его, шаляпинский, Сальери примет решение отравить Моцарта. Так вот, у Стундите-Катерины мы почти физически чувствуем, когда она решает отравить свёкра, как эта мысль из её подсознания переходит в сознание и прорастает там… А в пятой картине уже задолго до появления незадачливого мужа понимаем, что его ждёт. Такого умения проникать вглубь характера и делать его рельефным, такого безоглядно-истового существования в роли и способности властно увлекать зрителя за собой в бездны духа и плоти я не припомню, пожалуй, больше ни у кого. При этом вокальный и актёрский инструментарий переплетены у неё столь неразрывно, что говорить отдельно о пении как таковом кажется по меньшей мере странным.

## Исполнительская деятельность
Выступала на сценах ФРГ, США, Италии, Бельгии, Португалии, Литвы, России, Беларуси. Исполняла вокальные циклы Вагнера, Штрауса, Берга.

## Награды
- Кавалер ордена «За заслуги перед Литвой» (15 февраля 2024 года)[2]